# Trachycarpus princeps
Trachycarpus princeps là loài thực vật có hoa thuộc họ Arecaceae. Loài này được Gibbons, Spanner & San Y.Chen miêu tả khoa học đầu tiên năm 1995.

## Hình ảnh

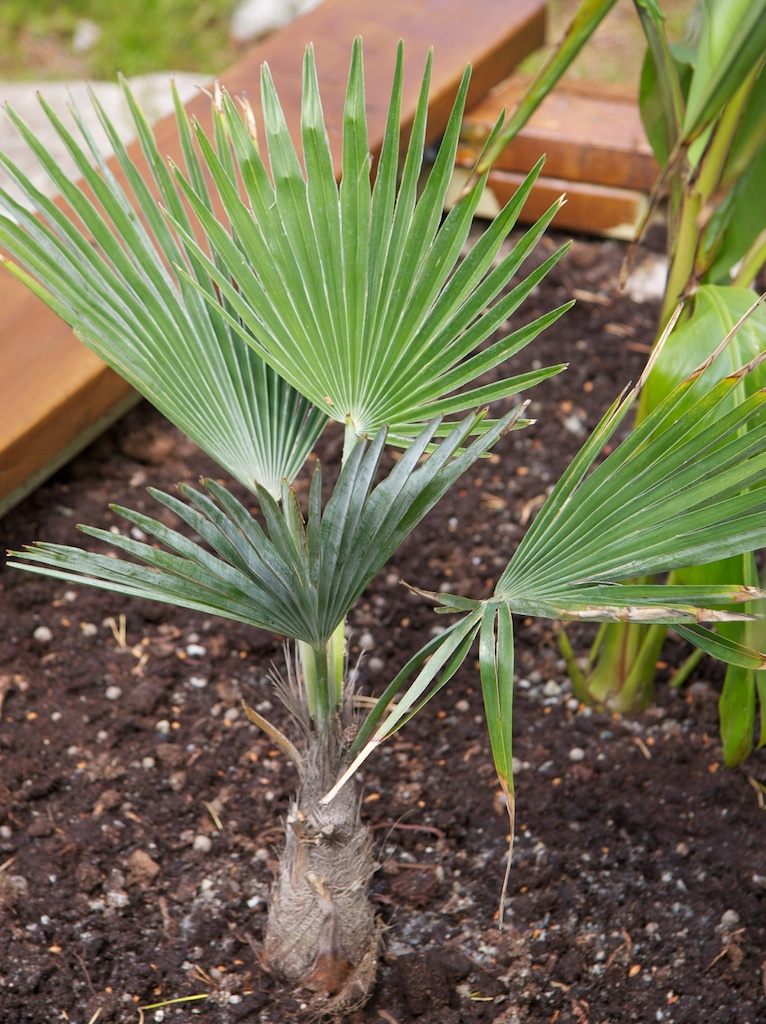